# セガNET麻雀 MJ Arcade
『セガNET麻雀 MJ Arcade』（セガネットマージャン エムジェイ アーケード）は、セガ フェイブ（2020年3月まではセガ・インタラクティブ、2020年4月から2024年3月まではセガ）より2017年4月25日より稼働が開始されたアーケード麻雀ゲーム。ALL.Netにより、全国オンライン対戦が可能。

## 概要
セガネットワーク対戦麻雀MJのアーケード版ではシリーズ6作目。
3月24日からセガ エンタテインメントの一部アミューズメント施設にてロケテストが行われた。
使用基板は前作『セガネットワーク対戦麻雀MJ5』シリーズで使用されていたRINGEDGE を引き続き使用。MJ5Rからのコンバージョンの際にはMJ5稼働開始の2011年8月から本作MJ Arcade稼働開始の2017年4月当時まで数えて約5年と8ヶ月間使われ続けている基板が流用された。
MJ5シリーズからのデータ引継に関しては、最終バージョンとなる『MJ5 R EVOLUTION』のみ対応する。また、セガゲームスからセガ・インタラクティブへ運営移管予定の『セガNET麻雀 MJ』にも連動する。
2018年10月25日よりAmusement IC対応となり、コナミアミューズメントのAmusement IC対応「e-AMUSEMENT PASS」にも対応可能となった（『麻雀格闘倶楽部』もAmusement IC対応の「Aime」「バナパスポート」にも対応）。

## MJ5からの変更点
- 参戦するプロ雀士が、従来からの日本プロ麻雀協会の雀士に加え、最高位戦日本プロ麻雀協会、麻将連合、RMUの雀士も参戦すると同時に[4]、SUPERプロリーグ戦がスタート。
- プレイ料金がクレジット制から、GP（ゲームポイント）制へ変更。対局終了時に余ったGPはゲーム終了を選択した時点で特別な宝箱へ変換される。特別な宝箱の中身は未所持のSPキャラか、一定の数集めることによってMJ.NETでSPキャラと交換出来る「SPジュエル」となる。なおSPジュエルには有効期限が設定されており、入手した月から3ヶ月目の月末に失効する。Ver.1.10より「モード再選択」機能を再実装。これ選択することでモード選択画面に移行し、余ったGPを保持した状態でモードセレクターに移行する。但しコンティニュー料金は引き継げず、所持GPが初回プレイGPに満たない場合はGP購入画面に移行する。またフリー対決に参加しており、規定試合数未消化の場合はその時点の結果に関係なく敗北扱いとなる。
- 筐体のイメージカラーを、青から緑へ変更。
- 勲章表示の廃止。
- 雀荘モードの廃止。
- ライブモニターのメニュー表示の廃止。
- SUPERプロリーグ、ガチャモードの実装。
- 『MJ5R』以前の店舗内イベント『経験値2倍タイム』を上級段位対象の『二倍争奪戦』を統合する形で『経験値2倍変動戦』として常設。Ver.1.9からは『経験値3倍変動戦』が追加され、それぞれタブにて切り替え可能。参加には追加GPが必要で、経験値2倍変動戦で50GP、経験値3倍変動戦で100GPを支払うことでそれぞれ参加可能。但し評価ポイントは2倍/3倍変動せず、元の変動値で通常通り変動する。また最強位バトルの成績（幻球争奪戦の収支）には影響せず、元の変動値が成績となる。なお、経験値2倍変動戦・経験値3倍変動戦が成立しなかった場合、それぞれ支払った分のGPが返却される。

## 対局の流れ
対局を行う場合の大まかな流れは次のようになる。
1. エントリー画面（画面に触れるかスタートボタンを押し、カード使用の有無を選択する。）
「カードでプレイ」選択時は、サテライト筐体にAime・バナパスポートカード（Amusement IC非対応でも可）・Amusement IC対応e-amusement pass・Amusement IC対応NESiCA・おサイフケータイ対応の携帯電話やスマートフォンのいずれか（以下Aime）をAimeリーダーにかざす。
未使用カードの場合「新規登録」選択時や「カードでプレイ」でAimeを認証した際に新規登録を行う。新規登録の際はゲーム内で使用するアバターとニックネームを決め、所属する都道府県を選ぶ。アバターは後の対局中に任意で変更可能。その後『新規登録1ゲーム無料』のサービスが行われている筐体では無料でタイムオーバーなしの東風戦か三人打ちの一般卓をプレイできるほか、サービスの利用の有無に関係なく『新規限定ログインボーナス』として初回プレイから一か月間、最大5回までコンティニューに必要なGPが不要となる「CONTINUE券」を入手できる（一日一回のみで、有効期限は当日限り）。
「ゲストでプレイ」選択時は、GP購入画面に移る。
2. GP購入画面（エントリー画面からの認証が完了したら、ここでGPを購入する。モード再選択時にGP不足の場合もここで追加購入）
初期設定では1クレジット300GPだが、店舗側の設定で350GPまたは400GPに変更可能。さらにクレジットを追加で投入すればするほどGPにボーナスが加わり、より多く購入できる（コンティニュー時にも適用、5クレジットごとにクレジットのカウントはリセットされる）。
3. イベント結果確認および報酬受け取り（参加していた場合のみ）
大会の最終スコアや予選通過の可否の確認および報酬の受け取り、フリー対決などで前回のプレー終了後に経験値・幻球・幻球水のいずれかを獲得または喪失していた場合の変動がここでまとめて行われる。
4. モードセレクタ画面（ここで対局モードを選択する）
公式モード（段位変動あり）
一般卓（段位制限なし。東風戦・三人打ちのみ可）
上級卓（初段以上、東風戦・三人打ち・半荘戦 いずれも可） ※Ver.1.60へのアップデートをもって廃止。
プロ卓（十段以上、東風戦・三人打ち・半荘戦 いずれも可）
イベント（開催中のみ）
チーム内戦（同じモードで東風戦・三人打ちのどちらか選択した、所属するチーム内のメンバー同士で対局する。）
店内対戦（同じモードで東風戦・三人打ちのどちらかを選択した、店内のプレイヤー同士で対局する。）
咲-Saki-シングルモード（「咲-Saki- 全国編」に登場するキャラクターを相手に、東風戦・三人打ちのどちらかで対局する。カード使用者は特定の条件を満たすと「アイテム獲得戦」となり、1位を取れたら東風戦では「枠アイテム」、三人打ちでは「背景アイテム」を獲得できる）
ガチャ（期間限定で様々なガチャが開催されている。特定のGPと引き換えに、SPキャラなどのアイテムを獲得できる）
5. タイムオーバー（持ち時間終了）の有無を選択
タイムオーバーあり
点数の授受により持ち時間も増減する。ただし持ち時間が0の場合、上がりでは回復するがそれ以外の場合は次の局へ進む際に追加GPが必要となる。持ち時間は店舗の設定にもよるが、最大90秒。
持ち時間およびGPが無くなった状態で1局が終わり、クレジットを追加しないと最下位扱いでゲーム終了（いわゆる途中抜け）。途中抜けした場合はCPUが対局終了まで代走する。
タイムオーバーなし
通常、選択するには追加でGPが必要。ただし、『新規登録1ゲーム無料』のサービスを利用している場合は無料で選択できる（この時タイムオーバーありは選択できない）。
1局開始ごとに持ち時間が初期値に戻る。持ち時間の初期値は30秒。
いずれも捨牌早切りで持ち時間が若干回復する（fast：+0.1秒、very fast：+0.3秒）。また残り10秒以下の時、GPの消費により持ち時間を追加することが可能である。
タイムオーバー制の有無にかかわらず自分の手番（捨牌、鳴き、アガリ）ではタイムゲージが有効になり、ゲージと持ち時間が減っていく（ただし最初の数秒間の部分と後述のソロプレイ時はゲージが緑色で表示されており、この部分では持ち時間が減らない）。ゲージ若しくは持ち時間が無くなった時点で選択牌が自動的に切られる（鳴き、アガリはキャンセルとなる）。ゲージは自分の手番ごとに初期値へ戻る。但し、持ち時間がゲージの長さに足りない場合は持ち時間分しかゲージの赤の部分が無い状態になる（全体のゲージも持ち時間に応じて短くなる。持ち時間0になった場合は緑の部分だけになり、ほとんど思考時間を使えない）。
6. 対局開始（自動的に対局相手とマッチングされ、麻雀の対局を行う。）
オンライン対戦で相手がいない場合、現れるまで持ち時間が減らないCPU戦（ソロプレイ）を行う。
相手がいたが一定時間経過しても対局者が4人（三人打ちルールの場合は3人）に満たない場合、CPUがメンバーに加わり通常対局になる。
通常のオンライン対戦では同店舗内の相手とマッチングされず、必ず他店舗の相手とマッチングされる。但し「チーム内戦」を選択した場合、必ずMJ.NET内で組んだチームメンバー同士でマッチングされる。そのためマッチングの状況によっては同店舗内のチームメンバーとマッチングされる場合もあり、同店舗内のチームメンバーと多店舗のチームメンバーによる対戦となるケースもあれば、チームメンバー全員が同店舗内で対戦となるケースもある。
オフライン対戦の場合、シングルモードでは東風戦でCPU3人、三人打ちでCPU2人を相手に通常対局を行う（当然ながら持ち時間が減っていく）。また「店内対戦」ではこれを選択した同店舗内の相手と必ずマッチングされる。
7. 対局終了（順位によって継続して対局ができる。）
継続時に消費するGPはモード・順位により異なり、1位が無料、2位が3位・4位の半額、3・4位が通常料金である。
Aime利用時にはコンティニュー延長が可能で、「延長する」ボタンから最大10分まで休憩や両替などの用途で利用できる。この時に画面がロックされるので、解除するにはプレイ開始時に使用していたAimeが必要となる。またコンティニュー延長は1時間に1回使用可能。但し受付時間延長時に時間切れとなった場合はその時点でゲーム終了。そしてコンティニュー延長はモード受付終了10分前を切った時点から利用不可となる。
「モード再選択」ボタンで、GPを維持したまま上記のモードセレクタ画面に移行できる。その際はコンティニュー料金は破棄される。更に所持GPが初回プレイGPに満たない場合は、上記のGP購入画面に移行する。
参加モードの受付時間終了の場合は強制的に一般卓に変更され、一般卓受付時間終了後はそのままゲーム終了[8]。
8. ゲーム終了
GPが余った状態でゲームを終了すると、GPが宝箱に変換される。この宝箱から『SPキャラ』や『SPジュエル』を獲得出来る。またSPジュエルはMJ.NETの「メダル・ジュエル交換所」でSPキャラと交換可能。当然ながらGPが無ければGP変換は行われない。
最後に「GAME OVER」と表示されたらゲーム終了。これが表示されたことを確認してから席を離れることで、他のプレイヤーにコンティニューされてしまう危険性を確実に防ぐことが出来る。

## 全国イベント
定期的に全国イベントが実施され、全国のプレイヤーが腕を競い合う。イベントの結果により、優勝者はもちろんのことスコア上位者に対し一定の割合で「入賞」「入選」などのランク付けがされ、それぞれ特典が与えられる（「入賞」「入選」などのボーダーラインは、イベントスコア集計時および結果受取時に画面表示される）。なお、イベントが採用するルールにより、経験値・幻球変動のシステムが異なる。

### メインイベント
予選と決勝の二段階で行われる（大会によっては予選をA・Bの別日程で2回行う場合、決勝のみの場合がある）。個人部門と団体部門があり（個人部門のみの場合あり）、個人部門では、任意の連続した規定試合分の合計スコアで最も良かったものが自己ベストとして採用され、そのポイントによって順位が決定される。団体部門では、最大5名までの団体を組み、成績上位者3名の自己ベストの合計がその団体のスコアとなる。個人・団体共に成績上位数十%（割合は大会によって異なる）が決勝へ進め、決勝では予選でのスコアを特定の割合持ち越すこととなる。なお、個人部門でマイナスの成績で予選敗退したが団体部門で決勝に進出した場合や、最強位Lv.10以上に与えられる「全国イベント決勝シード権」を利用して決勝から参加する場合、決勝ではスコア0からスタートすることになる。予選通過スコアのボーダーラインはイベントスコア集計時および結果受取時に画面表示される。

### 定期イベント
メインイベントとは別枠で、定期的に行われる。

#### ミニ全国大会R
連続する4試合でのスコアの合計点を競うイベントで、5試合以上プレイした場合は一番良かった部分（自己ベスト）が最終成績となる。通常よりも規定試合数が少ないため、高い瞬発力が要求される。

#### デカトップCUP
1日限定開催で、1試合のスコアが最も高かったプレイヤーが優勝となる、一発勝負のイベント。

#### 幻球バトル・最強位バトル
幻球を所持する上級段位者（最強位バトルは最強位）のみ参加できるイベントで、幻球争奪戦が起き易くなっている。規定試合以上プレイした参加者を対象に、（1試合目からの）通算スコアを競う。なお、規定試合数の上限は無いが開催時間は他のイベントよりも短くなっている。

#### 幻球乱舞
幻球バトル同様上級段位者のみ参加可能で、相手の幻球の色に関係なく常時原点攻防戦が発生する。

#### Mリーグ卓（Ver.1.60以降）
Ver.1.60で実装。競技麻雀のプロリーグであるMリーグのルールで行われる。段位制限はない。他の大会と異なり「入賞」「入選」といったランク付けはないが、開催期間中に参戦するMリーグのチームに在籍するプロ雀士を撃破した回数によって「Mリーガーハンター」の肩書きを入手できる。

#### 幻の旅客船（Ver.1.90以降）
Ver.1.90で実装。幻球バトル同様上級段位者のみ参加可能で、当時のMJ3EVOLUTIONで開催されていた「謎の旅客船」のリバイバルイベント。当時は雀荘モードで必要となるGOLDをBETして対戦していたが、本作では幻球1個をBETして対戦する。2日間に渡っての開催となり、開催種目は初日が東風戦、最終日が三人打ちで行われる。
| 開催会 | 開催日         | 種目     | 採用ルール  | 稼働バージョン |
| ------ | -------------- | -------- | ----------- | -------------- |
| 第1便  | 10月10日（土） | 東風戦   | 割れ目      | Ver.1.9        |
| 第1便  | 10月11日（日） | 三人打ち | 割れ目      | Ver.1.9        |
| 第2便  | 11月02日（月） | 東風戦   | 割れ目      | Ver.1.9        |
| 第2便  | 11月03日（火） | 三人打ち | 割れ目      | Ver.1.9        |
| 第3便  | 12月12日（土） | 東風戦   | 割れ目      | Ver.1.9        |
| 第3便  | 11月13日（日） | 三人打ち | 割れ目      | Ver.1.9        |
| 第4便  | 12月29日（火） | 東風戦   | インフレW赤 | Ver.1.9        |
| 第4便  | 12月30日（水） | 三人打ち | MAXインフレ | Ver.1.9        |

| 開催会 | 開催日         | 種目     | 採用ルール  | 稼働バージョン |
| ------ | -------------- | -------- | ----------- | -------------- |
| 第5便  | 02月13日（土） | 東風戦   | MJルール    | Ver.1.9        |
| 第5便  | 02月14日（日） | 三人打ち | 三人打ち    | Ver.1.9        |
| 第6便  | 03月20日（土） | 東風戦   | インフレW赤 | Ver.1.9        |
| 第6便  | 03月21日（日） | 三人打ち | MAXインフレ | Ver.1.9        |
| 第7便  | 05月01日（土） | 東風戦   | MJルール    | Ver.2.0        |
| 第7便  | 05月02日（日） | 三人打ち | 三人打ち    | Ver.2.0        |
| 第8便  | 05月22日（土） | 東風戦   | 割れ目      | Ver.2.0        |
| 第8便  | 05月23日（日） | 三人打ち | 割れ目      | Ver.2.0        |
| 第9便  | 06月19日（土） | 東風戦   | MJルール    | Ver.2.0        |
| 第9便  | 06月20日（日） | 三人打ち | 三人打ち    | Ver.2.0        |
| 第10便 | 07月10日（土） | 東風戦   | インフレW赤 | Ver.2.0        |
| 第10便 | 07月11日（日） | 三人打ち | MAXインフレ | Ver.2.0        |
| 第11便 | 08月07日（土） | 東風戦   | MJルール    | Ver.2.0        |
| 第11便 | 08月08日（日） | 三人打ち | 三人打ち    | Ver.2.0        |
| 第12便 | 08月28日（土） | 東風戦   | 割れ目      | Ver.2.0        |
| 第12便 | 08月29日（日） | 三人打ち | 割れ目      | Ver.2.0        |
| 第13便 | 09月18日（土） | 東風戦   | MJルール    | Ver.2.0        |
| 第13便 | 09月19日（日） | 三人打ち | 三人打ち    | Ver.2.0        |
| 第14便 | 10月09日（土） | 東風戦   | インフレW赤 | Ver.2.0        |
| 第14便 | 10月10日（日） | 三人打ち | MAXインフレ | Ver.2.0        |
| 第15便 | 10月30日（土） | 東風戦   | MJルール    | Ver.2.21       |
| 第15便 | 10月31日（日） | 三人打ち | 三人打ち    | Ver.2.21       |
| 第16便 | 11月20日（土） | 東風戦   | 割れ目      | Ver.2.21       |
| 第16便 | 11月21日（日） | 三人打ち | 割れ目      | Ver.2.21       |
| 第17便 | 12月11日（土） | 東風戦   | MJルール    | Ver.2.22       |
| 第17便 | 12月12日（日） | 三人打ち | 三人打ち    | Ver.2.22       |

| 開催会 | 開催日         | 種目     | 採用ルール  | 稼働バージョン |
| ------ | -------------- | -------- | ----------- | -------------- |
| 第18便 | 01月15日（土） | 東風戦   | インフレW赤 | Ver.2.22       |
| 第18便 | 01月16日（日） | 三人打ち | MAXインフレ | Ver.2.22       |
| 第19便 | 03月12日（土） | 東風戦   | MJルール    | Ver.2.22       |
| 第19便 | 03月13日（日） | 三人打ち | 三人打ち    | Ver.2.22       |
| 第20便 | 05月14日（土） | 東風戦   | 割れ目      | Ver.2.3        |
| 第20便 | 05月15日（日） | 三人打ち | 割れ目      | Ver.2.3        |
| 第21便 | 07月16日（土） | 東風戦   | MJルール    | Ver.2.3        |
| 第21便 | 07月17日（日） | 三人打ち | 三人打ち    | Ver.2.3        |
| 第22便 | 09月24日（土） | 東風戦   | インフレW赤 | Ver.2.3        |
| 第22便 | 09月25日（日） | 三人打ち | MAXインフレ | Ver.2.3        |
| 第23便 | 10月15日（土） | 東風戦   | MJルール    | Ver.2.3        |
| 第23便 | 10月16日（日） | 三人打ち | 三人打ち    | Ver.2.3        |

| 開催会 | 開催日         | 種目     | 採用ルール | 稼働バージョン |
| ------ | -------------- | -------- | ---------- | -------------- |
| 第24便 | 01月02日（月） | 東風戦   | 割れ目     | Ver.2.4        |
| 第24便 | 01月03日（火） | 三人打ち | 割れ目     | Ver.2.4        |
| 第25便 | 02月11日（土） | 東風戦   | MJルール   | Ver.2.4        |
| 第25便 | 02月12日（日） | 三人打ち | 三人打ち   | Ver.2.4        |
| 第26便 | 未定           | 東風戦   | 未定       | 未定           |
| 第26便 | 未定           | 三人打ち | 未定       | 未定           |

### これまでの主な全国イベント
| 大会名 | 開催モード | 採用ルール | 集計されるスコア | 日程 |
| ------ | ---------- | ---------- | ---------------- | ---- |
|        |            |            |                  |      |
|        |            |            |                  |      |
|        |            |            |                  |      |

| 大会名 | 開催モード | 採用ルール | 集計されるスコア | 日程 |
| ------ | ---------- | ---------- | ---------------- | ---- |
|        |            |            |                  |      |
|        |            |            |                  |      |
|        |            |            |                  |      |

| 大会名 | 開催モードあ | 採用ルール | 集計されるスコアゆう | 日程 |
| ------ | ------------ | ---------- | -------------------- | ---- |
|        |              |            |                      |      |
|        |              |            |                      |      |
|        |              |            |                      |      |

| 大会名               | 開催モード | 採用ルール                              | 集計されるスコア      | 日程                                                                                 |
| -------------------- | ---------- | --------------------------------------- | --------------------- | ------------------------------------------------------------------------------------ |
| 第180回ミニ全国大会R | 東風/三麻  | インフレW赤ドラルール/MAXインフレルール | 連続4試合の合計スコア | 東風：2020年1月7日-1月9日 三麻：2020年1月10日-1月12日                                |
| 第5回MJグランプリ    | 東風/三麻  | チップルール                            | 連続8試合の合計スコア | 予選A：2020年1月13日-1月19日 予選B：2020年1月20日-1月26日 決勝：2020年1月27日-2月2日 |
|                      |            |                                         |                       |                                                                                      |

## 店舗内イベント
各店舗単位で不定期に発生するイベントで、全員強制参加となる。およそ30分〜1時間程度開催される（ミッション競争は定員に達し次第終了する）。どのイベントが発生するかは店内の参加人数・時間によってランダムである。また回数をカウントするものはコンティニューすると引き継がれるが、ミッションを達成して宝箱を獲得するとその数値はリセットされる（再度達成すれば達成回数分宝箱を獲得できる）。三人打ちルールでは四人打ちに比べ、一部を除いてやや条件が厳しく設定されている。
なお、『MJ5R』以前に存在した「経験値2倍タイム」は上級段位対象の『二倍争奪戦』を統合し、有料オプションの『経験値2倍変動戦』として常設化された。
ミッション競争
与えられた課題を店舗内で競うイベント。ミッションを達成すると順位により金宝箱〜木宝箱が貰える。箱のグレードや貰える人数は店舗のサテライト数や参加者数・ミッションの内容により異なる。イベントの時間が経過するか、定員に達した時点で終了となる。
例：「アガリ時に赤5を2枚以上稼げ」「配牌で表ドラを4枚引け」「残りツモ数30枚以上でアガれ」・・・など
ブロック祭
イベント期間中に他家の当たり牌を止めることで宝箱が貰えるイベント。ルールは単純で、とにかく他家の当たり牌を止めるだけ。他家の当たり牌を止めていた場合、和了・流局問わず局が終わる度に、四人打ちでは金枠で表示される牌が5点、銀枠で表示される牌が1点、三人打ちでは金枠が3点、銀枠が1点と得点を獲得でき、10点獲得する度に宝箱が貰える。
イーピン祭（SP）
イベント期間中に1筒を引いた数に応じて銅メダルが貰えるイベント。ルールは単純で、とにかく配牌やツモで1筒を引くだけ。鳴きやロン和了りの分はカウントされない。イベント開催中に四人打ちでは1枚、三人打ちでは2枚引くごとにスタンプが押され、4カ所以上埋めると銅メダルが貰えるようになる。さらに引いた枚数に応じて貰える銅メダルの枚数が増えていく。銅メダルには対局終了時に一旦換算されるが1回のイベント終了までカードを排出せずに継続すればその値は引き継がれ、以降は差分の枚数が対局終了ごとにもらえる。タイム切れなどで対局の途中で退場すると銅メダルを獲得することができなくなるので、大量獲得のチャンスがある場合は注意が必要である。時間は他のイベントに比べると比較的短い。
イーピン祭SPは、銅メダルではなく有効期限のあるイベントメダルが入手でき、MJ.NETで景品と交換することになる。
MJビンゴ!
特定の条件を満たすとマスが埋まるビンゴカードが配られ、ラインを揃えるイベント。ラインが揃うと、そのラインに設定された宝箱が獲得できる。配られるビンゴカードは以下の4種類。
アガリ役 de ビンゴ!
アガリ役がマスに書かれたビンゴ。アガった役のマスが埋まる。一度のアガリでビンゴカードに書いてある役が複合している場合は、アガった役全てのマスが埋まる。
アガリ牌 de ビンゴ!
アガリ牌がマスに書かれたビンゴ。アガった時の手牌のマスが埋まる。一度のアガリでビンゴカードに書いてある牌が複数あった場合は、使用した牌全てのマスが埋まる。
キャラクター de ビンゴ!
キャラクターの種類（ストリート系、どっしり系、カジュアル系等。SPキャラはキャラクターごとに該当する種類が設定されており、対局中に設定でSPキャラの表示をOFFにした際に確認出来る）がマスに書かれたビンゴ。自分がアガった際、相手のアバターに設定されているキャラクターマスが埋まる。ロンなら放銃者、ツモなら対戦相手全員のマスが埋まる。
地域 de ビンゴ!
地域名がマスに書かれたビンゴ。アガった相手がプレイしている店舗の所属地域が埋まる。ロンなら放銃者、ツモなら対戦相手全員のマスが埋まる。
MJスクラッチ
アガる度に（三人打ちでは満貫以上のみ対象）スクラッチを削る権利が与えられ、同じ種類の星が3個以上出ると宝箱が貰えるイベント。4個目以降は出るたびに貰えるようになる。
ディフェンストライアル
『MJ4』の全国イベント「ディフェンスコンテスト」を前身とするイベント。規定試合数消化までに点数を取られる事（振込、他家のツモ上がり、ノーテン罰符の支払が対象）により減るポイント（ディフェンスポイント）をどれだけ守れるかによって入手できる宝箱の種類が変わり、また報酬も豪華になる。なお、三人打ちではディフェンスポイントの減少が四人打ちの半分になる。

## 対局ルール

### MJルール
標準ルール。
- 東風戦は20,000点持ちの25,000点返し。半荘戦は25,000点持ちの30,000点返し。
- 順位ウマはワンスリー（10-30）（アプリ版及びMJ4Evo以前はワンツー（10-20））。
- 食いタン、後付け、ピンフツモあり。
- 喰い替えなし。
- 西入なし。
- ドラ、裏ドラ、槓ドラ、槓裏ドラあり。槓ドラは常時即乗り。
- 赤ドラあり（五萬、五筒、五索に各1枚）。
- 30符4翻・60符3翻の場合は切り上げ満貫。
- 東風戦の荒牌流局は輪荘。半荘戦の荒牌流局は東場・南場とも親の聴牌で連荘。
- 途中流局あり（九種九牌、四風子連打、四開槓に適用。4人リーチは続行。九種九牌は連荘。その他は親流れ）。
- ダブロン、トリプルロンあり（供託点・積み棒・連荘条件は頭ハネ、MJ4Evo以前は親が和了していれば席順問わず連荘）。
- 国士無双のみ暗槓からの槍槓が可能。
- 包（パオ）あり（大三元、大四喜、四槓子に適用、アプリ版は包無し）。
- 数え役満あり（13翻以上）。
- 流し満貫あり。和了扱いとして積み符や供託点も得られる。成立していても、アガリボタンを押さないことで流し満貫を宣言しない（無効にする）こともできる。
- 国士13面、四暗刻単騎、大四喜、純正九蓮はダブル役満ではなくシングル役満として計算。ただし役満の純粋な複合はあり。
- 人和は倍満で他の役と複合しない。但し元のアガリが倍満を超える場合人和は無効となり元のアガリが優先される。
- 持ち点0点未満によるドボン（ぶっ飛び終了、ハコテン）あり。0点ちょうどは続行。1000点未満のリーチは不可。
- オーラス親のアガリやめあり（アガった際、トップでなければ連荘、トップなら終了）。
- スコアは五捨六入せず小数点（100点単位）まで計算する（MJ4Evoまでは整数部のみ計算）。

### 三人打ちルール
- 25,000点持ちの30,000点返し。
- 東一局～南三局までの半荘戦で行われる。
- 東家、南家、西家でゲームを行い、北家はない。
- 荒牌流局は親流れ。
- 途中流局なし（MJ4Evoまでは九種九牌、四開槓に適用）。5回目の槓はできない。
- ダブロンあり（供託点・積み棒・連荘条件は頭ハネ）。
- 萬子の二～八が無い。
- チーはできない。
- ドラ表示牌が一萬の場合、ドラは九萬となる。
- ウマは、1位：+30、2位：0、3位：-30（2位の沈みウマはなし。MJ4Evo以前では採用し2位沈みで1位：+30、2位：-10、3位：-20）。
- 積み棒は1本1000点として扱う。
- 北は全員役牌扱い（MJ3Evoではドラの客風牌・MJ4では通常の客風牌）。
- ツモ和了時の点数計算は北家の分を折半する（親ツモ時は折半、子ツモ時は親5/8・子3/8、MJ3では親ツモ時折半、子ツモ時2：1）。
- この他のルールはMJルールに準ずる。

### 特殊ルール
以上の他、イベントなどで特殊なルールが適用されることがある。以下、MJルール及び三人打ちルールからの変更点は太字で示す。
- 割れ目ルール
  - 局開始時に割れ目のプレイヤーが決定され、そのプレイヤーは和了点による収支が2倍になる。（三人打ちで空席が開門場所になった場合は全員割れ目、積み棒・リー棒・ノーテン罰符は収支2倍の対象外）
  - 四人打ちでは25,000点持ちの30,000点返し、三人打ちでは40,000点持ちの45,000点返し。
  - オープン立直なし(MJ4では採用)。
  - トビ賞あり（SCORE +10、順位確定後に清算）。複数のプレイヤーを同時に飛ばした場合は、飛ばした相手全員から貰える。逆にダブロン・ノーテン罰符等で、複数のプレイヤーがトビ賞をもらえる場合は頭ハネになり、トビのプレイヤーから数えて最もツモ順が近いプレイヤーがトビ賞を獲得できる。
- ダブドラルール
  - 最初からドラが2枚開かれた状態で対局が開始する（王牌が16枚になる）。また四度目の槓ではドラを開かない。
- インフレルール（MJ4Evoのルール）
  - 割れ目とダブドラの両方を適用したルール。（THEわれめDEポンと同じ）
  - 四人打ちでは30,000点持ちの35,000点返し、三人打ちでは45,000点持ちの50,000点返し。
- W赤ドラルール
  - 赤ドラが五萬・五索・五筒各2枚ずつになる。（通常各1枚、三人打ちでは五萬無し）
- 赤北ルール（三人打ちのみ）（MJ3Evoのルール）
  - 北がドラの客風牌になる。（通常の三人打ちでは全員役牌）
- インフレW赤ドラルール（四人打ちのみ）
  - インフレルールに加えて、W赤ドラルールを適用する。
- インフレ赤北ルール（三人打ちのみ）
  - インフレルールに加えて、赤北ルールを適用する。
- MAXインフレルール（三人打ちのみ）
  - インフレ赤北ルールに加えて、W赤ドラルールを適用する。
- デフレルール（MJ3以前のルール）
  - 一発、裏ドラ、槓ドラ、赤ドラ、切り上げ満貫（4翻30符）のないルール。
- Mリーグルール（半荘戦のみ）
  - トビが無く、持ち点が1000点未満の状態でもリーチ可能。
  - ダブロン、トリプルロンなし（頭ハネ）。
  - 途中流局なし（通常の四人打ちでは九種九牌、四風子連打、四開槓に適用）。
  - ツモ番のないリーチあり。
  - 国士無双の暗槓からの槍槓なし。
  - アガり止めなし。
  - 流し満貫・人和・数え役満なし（13翻以上の和了も三倍満扱い）。
- 金ドラルール
  - 四人打ちでは25,000点持ちの30,000点返し、三人打ちでは30,000点持ちの35,000点返し。
  - 赤ドラなし。
  - 金ドラは五萬・五索・五筒各1枚ずつ。（三人打ちでは五萬無し）
- 赤金ルール
  - 四人打ちでは30,000点持ちの35,000点返し、三人打ちでは35,000点持ちの40,000点返し。
  - 赤ドラあり。五萬・五索・五筒各1枚ずつ。（三人打ちでは五萬無し）
  - 金ドラは五萬・五索・五筒各1枚ずつ。（三人打ちでは五萬無し）

## 採用役
過去のMJシリーズで採用されていた、オープン立直・八連荘・三連刻・四連刻・大車輪は採用されていない。
☆...門前役、※...食い下がり役、 ○...上がり特典として宝箱（銀）が与えられる（翻役のみ）

### 一翻
- 門前清模和☆
- 立直☆
- 一発☆
- 役牌
- 平和☆
- 断么九（☆）
- 一盃口☆
- 海底撈月
- 河底撈魚
- 嶺上開花
- 槍槓

### 二翻
- ダブル立直☆
- 七対子☆ - 二翻25符相当。
- 全帯※
- 三色同順※ - 三人打ちルールでは不可能。
- 一気通貫※
- 対々和
- 三色同刻
- 三暗刻
- 三槓子○
- 混老頭○ - 必ず七対子or対々和が複合する。
- 小三元 - 必ず役牌2が複合する。

### 三翻
- 二盃口☆○
- 混一色※
- 純全帯※

### 満貫
- 流し満貫 ○- 和了扱い。

### 六翻
- 清一色※○-宝箱は門前のみ

### 倍満
- 人和☆○ - 他の役と複合しない。但し、元の上がり点が倍満を超える場合は人和は無効となり高い方の上がりが優先される。

### 役満
役満及び数え役満のアガリにはすべて宝箱（金）が与えられる。この場合、宝箱（銀）を重複して得ることは出来ない。一つの役でダブル役満（大四喜、四暗刻単騎待ちなど）は取れないが、役満同士の複合は認められている。
- 天和☆
- 地和☆
- 緑一色 - 發の有無を問わない。
- 四暗刻☆ - 単騎待ち・シャンポン待ちのツモ上がりの得点を区別しない。
- 九蓮宝燈☆ - 筒子、索子も可。
- 国士無双☆ - 13面待ちもフリテン適用。
- 大三元
- 字一色
- 清老頭
- 四喜和 - 小四喜、大四喜の得点を区別しない。
- 四槓子 - 雀頭の完成を以って和了りとする。

## バージョン情報
稼働開始後もアップデートにより、仕様の追加・変更が行われている。以下では主な変更点について記述する。
初期バージョン
- SUPERプロリーグ実装。
- ガチャモード実装。
- 『MJ5R』以前の店舗内イベント『経験値2倍タイム』を上級段位対象の『二倍争奪戦』を統合する形で『経験値2倍変動戦』として常設。参加には追加でGPが必要になった。
- 公式モードの参加方法を変更。段位によって参加卓が決定し、一般卓は級位者、上級卓は初段〜九段でないと参加不可となった。プロ卓は引き続き十段以上のまま。

Ver.1.10
2017年7月27日稼働開始
- 「モード再選択」機能を導入。コンティニュー画面でモード再選択を行うと、GPを保持したままモードセレクタに移行する。コンティニュー料金は引き継げず、所持GPが初回プレイGPに満たない場合、GP購入画面に移行する。また、フリー対決に参加しており、規定試合数未消化の場合はその時点の結果に関係なく敗北扱いとなる。
- 「コンティニュー受付時間延長」機能を全モードで使用できるように変更。 「延長する」を押すと、コンティニュー受付時間を600秒延長できる。
- 一部の肩書きが表示されない不具合を修正。

Ver.1.20
2017年11月16日稼働開始
- 実況ボイスに小林未沙、解説ボイスに馬場裕一を追加。これに伴い、従来のボイスと切り替え可能になり、対局中に「設定」タブ内の「サウンド設定」でいつでも切り替えられる。
- 公式モードの参加方法を変更。参加条件を満たしている卓から任意で選択可能に。

Ver.1.30
2018年3月1日稼働開始
- 段位が「雀狼」以上のプレイヤーを対象に、公式モードのプロ卓限定で「星の砂変動戦」を導入。対局結果によって変動する『星の砂』を集めることで星を獲得し、黄道十二星座をモチーフにした12の星座の完成を目指すことになる。12個の星座全てをコンプリートすると、「極天位」の称号が与えられ、公式サイトの「極天位達成者」にニックネームが掲載されることになる。
- 実況ボイスに小山剛志、解説ボイスに土田浩翔・井出洋介を追加。対局中に「サウンド設定」で実況・解説ボイスを切り替え可能。

Ver.1.40
2018年7月2日稼働開始
- 全国イベント予選をA・Bの2回実施（ミニ全国大会Rなど一部大会は対象外）。
- 新アイテムカテゴリとして「アガリ点灯SE」を追加。アガリ時のSEをカスタマイズできる。ただし対局中に「サウンド設定」でアガリ点灯SEを「OFF」にしている場合は再生されない。

Ver.1.50
2018年10月25日稼働開始
- SPキャラの表示設定に、従来のON/OFFに加えて対戦相手のSPキャラのみを表示しない（代替キャラクターに切り替える）設定を追加。
- 対局開始時の最強位登場演出を削除。

Ver.1.60
2019年2月28日稼働開始
- Mリーグ卓実装。
- 上級卓を一般卓に統合。これに伴い、MJルールでの半荘戦はイベント開催時を除き、四人打ちの段位が十段以上でないとプレイ不可能となった。
- 1位コンティニュー時の最低保証持ちタイムを20秒に増加。
- チャット設定をOFFにしている間、対局相手の「チャットON」「チャットOFF」表示を確認出来なくなった。
- カラー点棒を導入。

Ver.1.70
2019年7月10日稼働開始
- 「カード使用」選択時に、未登録のカード、または携帯電話の場合、「新規登録」のシーケンスに遷移するように変更。
- メニュー画面の「各種手続き」内に、『権利表記』を表示するボタンを追加。
- 『CODE OF JOKER THE AGENTS』の稼働終了に伴い、同作から本作へ改造された筐体への対応を実施。

Ver.1.80
2019年12月18日稼働開始
- 全国イベントに新要素追加。
  - 一発・赤ドラ・裏ドラなどの条件を満たしてアガると獲得出来る『祝儀チップ方式』の導入。獲得した祝儀チップはイベントのスコアや幻球水に変換される。
  - 上級段位限定の新イベント『幻球乱舞』の導入。これにより対局者の幻球色に関わらず「原点攻防戦」が発生する。
  - 合計スコア方式限定で『成績リセット機能』を導入。GPを消費することでイベントの合計スコアが０にリセットされるので、余りにもスコアが悪すぎる場合の再チャレンジに活用できる。
- 新たな肩書きの追加。チップ・チャレンジ・トレジャー・アイテムにまつわる獲得条件を満たすことで使用可能となる。

Ver.1.81
2020年6月29日稼働開始
- 幻球変動戦の発生時に、フリー対決の報酬内容が正しくない不具合を修正。翌7月3日にフリー対決の開催が再開された。

- これはVer.1.80時点で「公式モードプロ卓において、幻球変動戦の発生時に、フリー対決の報酬内容が正しくない」という致命的な不具合が発生していたことに起因し、3月30日から7月2日までの間、一時的にフリー対決の開催が停止されていた。

Ver.1.9
2020年10月8日稼働開始
- 上級段位限定の新イベント「幻の旅客船」の導入。定期イベントとして開催されており、後述する現行バージョン以降でも開催されている。本バージョンでは全6便が運航された。
- 土田浩翔プロの独特な解説ボイスを多数追加（1回目の追加）。対局中に「サウンド設定」で解説ボイスを切り替え可能。
- 「経験値3倍変動戦」を追加。従来の経験値2倍変動戦とタブで切り替え可能で、100GPを消費することで参加可能。
- 「プレイ中ユーザー確認」機能の追加。これによりMJ.NETで、友人や知人などのプレイ中のモードを確認可能。同じモードで対戦したり、違うモードで対戦を避けたりする際の参考にすることが出来る。但しプロフィール設定の「プレイ日、居場所公開」が、公開対象ではないプレイヤーは確認出来ない。

Ver.2.0
2021年4月21日稼働開始
- 卓のデザインをカスタマイズできる「卓背景アイテム」が新登場。MJ.NETのショップ、クーポンにも卓背景アイテムが追加されている。
- 土田浩翔プロの独特な解説ボイスをさらに追加（2回目の追加）。対局中に「サウンド設定」で解説ボイスを切り替え可能。
- 対局中のBGMをリニューアル。これによりMJ.NETのメダル交換所にVer.1.9までのMJ ArcadeデフォルトBGMがアイテムBGMとして追加され、東一局からオーラスまでの全8曲が用意された。
- 本バージョンにおける幻の旅客船は通算第7便から第14便までの全8便が運航された。

Ver.2.2
2021年10月25日稼働開始
- 全国イベントに新ルール「金ドラルール」を追加。金ドラ1枚につきドラ2扱いとなる金5牌を使用した特殊ルールとして、赤ドラなしの「金ドラルール」、赤ドラありの「赤金ルール」が追加された。
- 鳴き設定にドラが絡む面子や刻子だけに絞って鳴ける「ドラ鳴き指定」を追加。詳細鳴設定併用時はドラ鳴きよりも優先される。
- 「局開始時鳴き設定」を追加。MJ.NETで設定することで局開始時から「全鳴無」にすることが可能になった。従来通り「全鳴有」のままにしたり、前述の「ドラ鳴」にすることも出来る。
- 公式モードのマッチング変更。一定時間経過してもマッチングが成立しない場合、「一般卓」と「プロ卓」でマッチングするように変更。従ってプロ卓のプレイヤーが一般卓のプレイヤーとマッチした場合、幻球争奪戦は発生しない。
- MJ.NETのメダル交換所に、MJ4以降のモードセレクト時のBGMをアイテムBGMとして追加。
- 本バージョンにおける幻の旅客船は通算第15便から第19便までの全5便が運航された。

Ver.2.21
2021年10月29日稼働開始
- 鳴き設定の変更や行うタイミングによって、一時的に「全鳴無」の状態になり、鳴き設定になっていても鳴けない場合がある不具合を修正。

Ver.2.22
2021年12月6日稼働開始
- Ver.2.2でプレイした牌譜が、MJ Viewerで正しく再生されない不具合を修正。

Ver.2.3
2022年4月5日稼働開始
- 新要素「月間幻球争奪数」の導入。月間の幻球争奪戦や原点攻防戦での幻球争奪数を競う。
  - 上位プレイヤーは「幻球」や「肩書」の得点を獲得できる。
  - ランキング上位50名には「開催月」と「開催月の翌月」の2ヶ月間限定で表示される専用の肩書きが授与される。
  - 月間1位に輝けば専用称号「争奪王」のタイトルが与えられ、専用の登場演出などが行われる。専用演出は他のプレイヤーに「争奪王」のタイトルが移動するまで有効。
- 従来まではプロ卓半荘戦・幻球バトル・幻球乱舞・最強位バトル・Mリーグ卓のいずれかで発生していた「原点攻防戦」が、プロ卓東風戦・プロ卓三人打ちでも発生するようになった。同時にプロ卓半荘戦では原点攻防戦の争奪個数を変更。
- 従来までは途中終了時のみ入った「代走機能」の範囲を拡張。『対局中に、一定時間入力がない場合』に、自動でCPUに切り替わり対局を進める。
- 本バージョンにおける幻の旅客船は2022年10月16日までに通算第20便から第23便までの全4便が運航された。

Ver.2.4
2022年10月25日稼働開始
- 幻球乱舞のリニューアル。「幻球大乱舞」と称し、最強位バトルと同様のシーズン制となり、シーズン中の幻球争奪数を競う。シーズン1位獲得で「幻舞神」のタイトルを獲得。
- 月間幻球争奪数などにおける、一部ランキングの集計間隔の短縮。
- ボイス付きSPキャラで、再生されるボイスの種類に「挨拶ボイス」を追加。
- 鳴き設定の「ドラ鳴き指定」を廃止。
- 本バージョンにおける幻の旅客船は2023年1月3日までに通算第24便が運航された。同年2月11日・12日に第25便が運航予定。第26便以降の運航日程は1月現在まで未定。[25]